# Ударне буріння
Уда́рне бурі́ння (англ. percussive drilling; нім. Stoßbohren, Schlagbohren) — спосіб буріння, при якому руйнування породи здійснюється під дією ударів падаючого на вибій свердловини бурового снаряда або ударів по снаряду, який стоїть у вибої. Використовується в осн. у м'яких і пухких відкладах з уламковими включеннями, а також скельних породах до глиб. 100 і більше м. Руйнування порід має характер дроблення, роздавлення і розпушення. Буріння здійснюється суцільним або кільцевим вибоєм.

## Ударне буріння канадської та польсько-канадської системи
Вільям Генрі Мак Гарвей, який приїхав до Прикарпаття із Канади приблизно у 1884 році, працював над впровадженням способу механічного буріння штангами, який названо канадським бурінням. Цей спосіб привернув увагу та отримав підтримку прихильників технічного прогресу.
У 1886 році уперше в одному з районів Борислава, на Потоці, розпочато буріння механічним ударним способом свердловини «Карпатський Раточин-1». Тут працював фахівець цього методу буріння Щепановські, який довів свердловину до нижніх горизонтів і одержав продукцію.
З розвитком буріння на Прикарпатті з'являються фірми, які здійснювали виробництво та ремонт бурового устаткування: фабрика «Perkins, Macintosh and Perkins» у Стрию з майстернями у Бориславі і Тустановичах; фабрика «Роман Гєршинський» і Спілка в Тустановичах; підприємство W. Wolski i K. Odrzywolski у Східниці; механічна майстерня «Dudziak-Mermon»; майстерня J. Dawidowicz-J. Meszaros у Бориславі; механічна майстерня TARAN у Тустановичах.
З бурінням перших свердловин канадською буровою машиною здобувався досвід, але одночасно виявилося, що її оригінальна конструкція не відповідає геологічним умовам прикарпатських родовищ. Зростала необхідність проходки глибших свердловин, що зумовило проведення робіт з удосконалення як самого верстата, так й інструментів, які застосовували в процесі буріння.
В результаті було створено бурову машину — так звану польсько-канадську, яку довго використовували на нафтових площах Прикарпаття.
Ці вагомі прояви прогресу відбувалися протягом двох останніх десятиріч ХІХ ст. Коли зі свердловини, пробуреної польсько-канадським способом у 1893 р. одержали великі припливи нафти, почалася нова хвиля нафтової гарячки. Наприкінці 1894 р. у цьому районі пробурили і викопали понад 12000 свердловин і колодязів, з них близько 4000 були діючими. У 1895 р. глибини свердловин досягали 800 м, і це спричинило значне зростання видобутку. Одночасно розширюються нафто-пошукові роботи в Тустановичах, Мразниці і Трускавці.
На початку ХХ сторіччя розвиток бурової справи на Прикарпатті визначався підвищенням зацікавленості щодо пошуків і відкриття родовищ нафти. Було застосоване ударне буріння, буріння штангами, вдосконалено конструкції машин, устаткування та обладнання, скорочено час буріння свердловин, причому свердловини ставали все глибшими. У1910 р. для глибини 1000—1800 м термін буріння свердловин становив 3 — 5 років. На той час уже були бурові машини різних типів, були впорядковані різні операції, що мали будівельний або монтажний характер, тобто спорудження веж, гірничих і машинних навісів, котельних і т. ін., створені ударні бурові машини, які можна було перевозити. Пересувну бурову машину з «вахачем», яку можна було перевозити, було виготовлено у 1912 році у Глініку (Польща). На Прикарпатті досить довго будували дерев'яні вежі. Згодом появилися сталеві вежі, що відрізнялися формою й розмірами. Разом з новими буровими станками та вежами були створені конструкції нових інструментів, що сприяло підвищенню швидкості буріння.
У 1907 році на теренах Борислава запровадили механізований видобуток нафти способом тлокування (поршнювання, свабування), що обумовило дуже велике збільшення продукції.
Знаменною подією в історії нафтової промисловості Прикарпаття було буріння свердловини «Ойл Сіті» в Тустановичах в районі Бориславі. У 1908 році з глибини 1016 м отримали потужний фонтан нафти з великою кількістю розчиненого газу (3000 т нафти, 900 тис. м3 газу).